# Escuela Domingo Santa María
La Escuela Domingo Santa María era una escuela que se encontraba ubicada en la ciudad de Iquique, Chile, y que corresponde al lugar donde se concentró la mayor parte de la huelga del salitre de 1907, que terminó con la matanza que lleva su nombre. El establecimiento original fue destruido por un incendio acaecido en 1928, siendo reabierta en 1936.
La escuela hoy funciona en dependencias del Liceo de Niñas de Iquique, Elena Duvauchelle Cabezón, ya que por efectos del Terremoto de Tocopilla de 2005, no pudo seguir albergando a los alumnos, siendo demolida en los primeros meses del año 2011, y reemplazada por un nuevo edificio.

## Historia

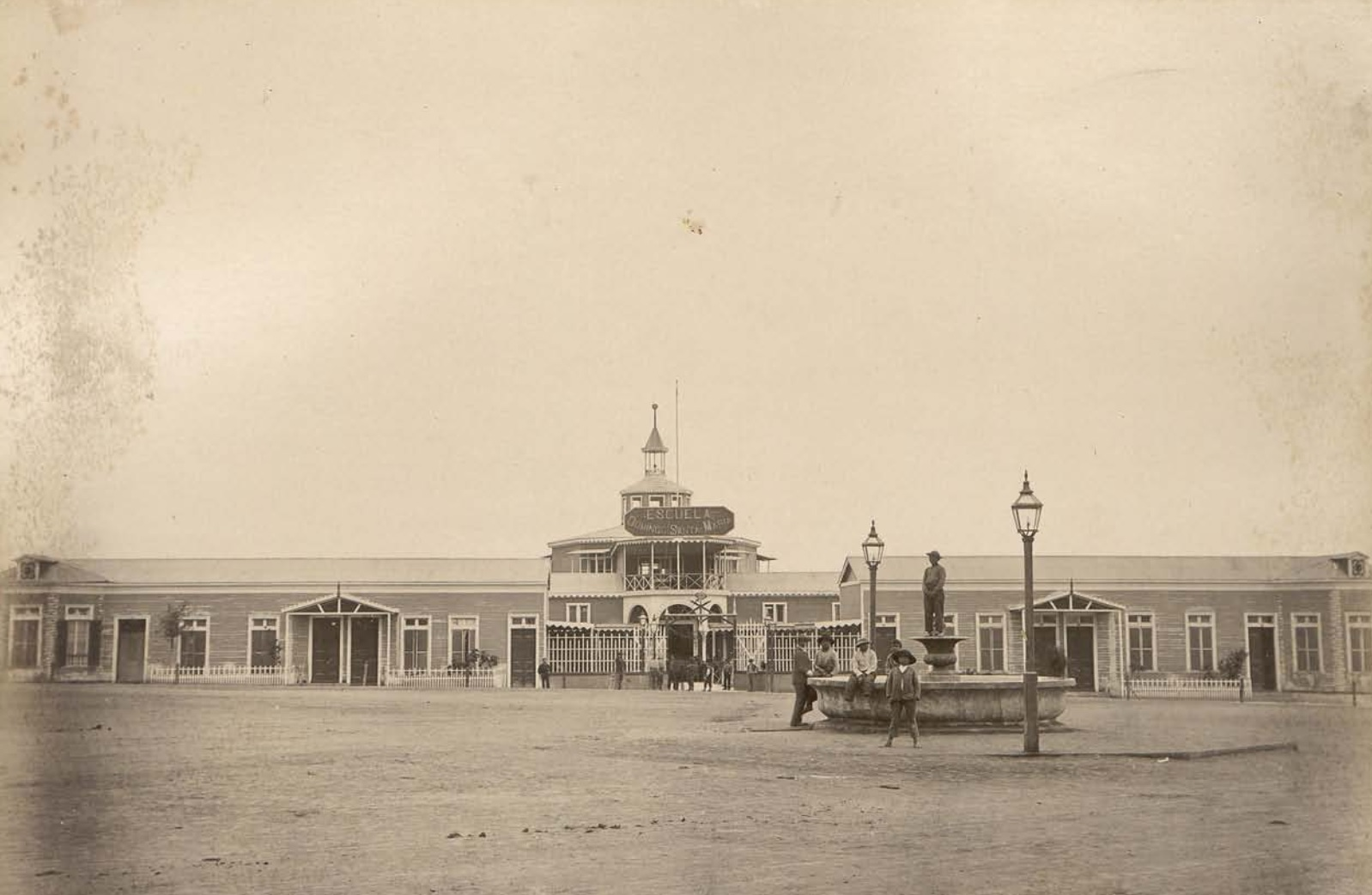
La Escuela Santa María, hacia 1900.

La Escuela fue inicialmente construida en 1883, y su nombre se debe al Presidente de Chile de ese entonces, Domingo Santa María.

### Huelga y matanza
El 21 de diciembre de 1907 un numeroso grupo de trabajadores de oficinas salitreras y sus familias fueron asesinados por el ejército de Chile al mando del general Roberto Silva Renard, que había sido puesto al frente por el ministro del interior Rafael Sotomayor Gaete. Este ordenó reprimir las protestas disparando con ametralladoras contra los trabajadores y sus familiares concentrados en el recinto de la escuela. Las tropas acabaron con la vida de los trabajadores junto con sus familias y dieron un trato especialmente duro a los sobrevivientes. 
Se estima que murieron entre 2200 a 3600 personas Pese a lo anterior, sea cual fuera el número, al decir del historiador Gonzalo Vial Correa y otros, «nadie duda de la singular magnitud de la matanza».  mientras que las cifras oficiales del gobierno solo las sitúa en 126. Eran personas de diversas nacionalidades que se encontraban en huelga general por las provocada por las míseras condiciones de trabajo y la explotación de los obreros en la producción salitrera, en el salar de Antofagasta y Tarapacá por empresas de capital inglés y con el beneplácito del gobierno chileno del periodo conocido por gobiernos parlamentarios. La matanza se produjo bajo el gobierno del  gobierno del presidente Pedro Montt.
Las personas asesinadas, hombres, mujeres y niños de todas las edades, eran de origen chileno aunque se estiman que un alto número eran argentinos, bolivianos y peruanos, quienes, a pesar del pedido de sus cónsules, se negaron a abandonar el movimiento.

### Incendio y reconstrucción
El establecimiento original de 1883 fue destruido completamente por un incendio acaecido el 7 de marzo de 1928. Debido a esto, se construyó un nuevo edificio para la escuela, de estilo art-deco, que fue inaugurado en 1936.

### Cierre de la Escuela
La Escuela se siguió utilizando regularmente para hacer clases hasta el Terremoto de Tarapacá de 2005, fecha en que tuvo que ser cerrada por el deterioro de su infraestructura.

### Remodelación del edificio

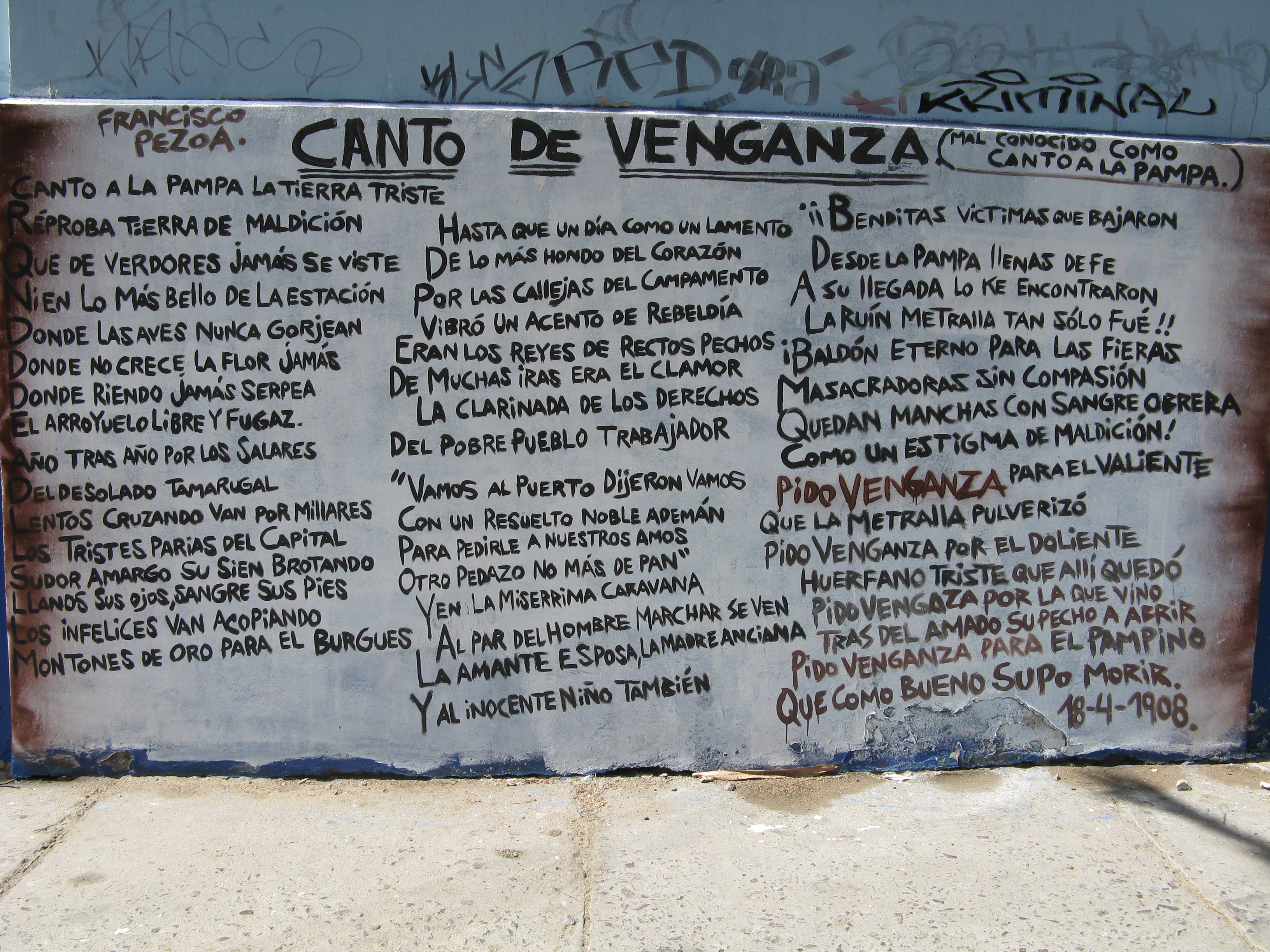
Canto de Venganza, escrito en las murallas de la Escuela.

Antes de la demolición, la Escuela se encontraba abandonada, y producto de su fuerte carácter histórico, era vigilada día y noche por cuidadores. Sólo se podía fotografiar su fachada, y para acceder a ella se necesitaba de un permiso municipal.
En sus muros se podían apreciar rayados y dibujos relacionados con el penoso atentado de 1907, y en su techo flameaba la bandera de Chile.
La Municipalidad de Iquique, en conjunto con el Gobierno Regional de Chile, no contemplaron la rehabilitación del destacado edificio art deco propuesta por la Escuela de Arquitectura de la Universidad Arturo Prat y finalmente se demolió la icónica obra representativa de la arquitectura vigente en Chile en los años treinta. La polémica demolición se realizó para levantar en su lugar un edificio cuya fachada recrea la arquitectura de madera del Iquique de la época del salitre, lo que se conoce como un «falso histórico». Las obras no estuvieron exentas de polémica, ya que el suelo encontrado en las excavaciones no corresponde al que se utilizó para los cálculos estructurales.